# Pipistrello (lampada)
Pipistrello è una lampada disegnata nel 1965 dall'architetta italiana Gae Aulenti per gli showroom di Olivetti a Parigi e Buenos Aires, successivamente prodotta in serie da Martinelli Luce. Fa parte delle collezioni permanenti del MoMA (Museum of Modern Art).

## Descrizione

### Contesto storico-culturale
Gae Aulenti per ideare Pipistrello si è ispirata all’Art Nouveau distaccandosi dal movimento razionalista dell’epoca, rielaborando dettagli stilistici e funzionali all’avanguardia; come il  diffusore ed il braccio telescopico, contestualizzando l'oggetto in un ambiente in chiave borghese.
La Aulenti non considerava la lampada come una macchina per fare luce, bensì come una forma in armonica relazione con l’ambiente per il quale era stata creata.
La designer, nel processo di ideazione della lampada, non si è basata esclusivamente nel contesto nella quale doveva essere inserita (punto vendita), ma ha elevato la concezione dell'opera secondo un ordine architettonico che si rispecchia anche nella scelta di strutturare la lampada in tre parti, come una colonna. La base (fondamenta), braccio telescopico (fusto), diffusore (capitello).

### Caratteristiche tecniche
È regolabile in altezza grazie ad un sistema telescopico in acciaio inox, che permette alla lampada di allungarsi e cambiare dimensione, estendendo così l’uso da lampada da tavolo a lampada da terra (l’altezza varia da 66 cm. a 86 cm.).
La lampada ha una base in acciaio inox, disponibile nelle finiture: alluminio satinato, bianco, nero lucido, ottone satinato, rame, rosso porpora, testa di moro, titanio, verde agave.
Il diffusore è in metacrilato opalescente bianco ricreato con tecniche di stampaggio innovative per l’epoca.
| altezza   | 660 mm a 860 mm (variabile in base all'estensione del braccio telescopico) |
| larghezza | 550 mm                                                                     |

### Caratteristiche estetiche
Nata originariamente solo in bianco o testa di moro, Pipistrello si presenta come un oggetto policromo.
La differenza di colore e materiali è evidente tra i vari componenti: diffusore, braccio telescopico e base.
La conformazione dell’oggetto fa sì che lo si guardi dal basso verso l’alto concentrando l’attenzione sul diffusore che, grazie al suo effetto luminoso-opalescente e alla sua forma risulta il componente che spicca maggiormente. La designer ha volutamente realizzato il braccio in contrasto estetico con la base e il diffusore, maggiorandone le dimensioni, per comunicare robustezza.
La struttura della lampada ha uno sviluppo prevalentemente verticale, fatta eccezione per il diffusore che si sviluppa anche orizzontalmente.

### Grado di codifica
Con Pipistrello si è di fronte ad una scelta di ipercodifica da parte della designer, in quanto ha voluto ispirarsi all’Art Nouveau, riproponendo alcune forme e tematiche legate alla natura (Umberto Eco nel suo trattato di semiotica generale considera ciò ipercodifica). La scelta figurativa del pipistrello è una scelta estetica senza intenti simbolici.

### Valorizzazione
Il componente che risalta di più è il diffusore, a seguire la base e il braccio telescopico. Nell'insieme la policromia dell’oggetto conferisce al prodotto una forte dinamicità. Le parti curvilinee esprimono sinuosità, mentre il braccio esprime meccanicità e connessione. La base esprime slancio e decrescita; il diffusore comunica leggerezza e sospensione. La contrapposizione tra il diffusore e la base della lampada risulta bilanciata ed equilibrata visivamente.
Considerando gli aspetti pratici, la lampada è caratterizzata da una spiccata intuitività d'uso, annessa alla possibilità di regolare l'oggetto in altezza estendendone così i contesti d'uso; il tutto contornato da una luce soffusa inizialmente pensata per dare risalto ai prodotti Olivetti.
Analizzando gli aspetti puramente stilistici, la lampada è caratterizzata da una forte iconicità conferitagli dalla sinuosità e dalla forma elegante, generando attorno ad essa un'aura di esclusività che l'ha resa un cult del design italiano.

## Riconoscimenti
- Mostra Italy: The New Domestic Landscape, MoMA - New York (1972)
- Mostra Gae Aulenti, PAC Padiglione d'arte contemporanea di Milano - Milano (1979)
- Mostra Gae Aulenti. Gli oggetti gli spazi, Triennale Design Museum - Milano (2013)
- Collezione Centre Pompidou - Parigi (collezione permanente)
- Collezione Museum of Modern Art - New York (collezione permanente)
- Collezione Metropolitan Museum of Art - New York (collezione permanente)
- Collezione Musée des Arts Décoratifs - Montréal (collezione permanente)

## Altre versioni
Visto il grande successo riscosso dalla lampada ne sono state realizzate diverse versioni: Pipistrello medium, Minipipistrello (realizzata anche in versione cordless).
Dal 2013 è prodotta anche in versione LED.
Nel 2015, in occasione dei suoi 50 anni di produzione, viene prodotta una versione con base e pomello placcata Oro in edizione limitata 50 + 1 esemplari firmati e numerati.

### Libri
- Daniele Baroni, L'oggetto lampada: forma e funzione: storia degli apparecchi d'illuminazione a luce elettrica, 1981.
- Alberto Bassi, La luce italiana. Design delle lampade 1945-2000, 2003.
- Giuliana Gramigna, Le fabbriche del design. I produttori dell'arredamento domestico in Italia, 2007.
- 24 ORE Cultura, Milano (a cura di) Francesca Balena Arista, I Maestri del Design. Gae Aulenti, 2011.
- Umberto Eco, Trattato di semiotica generale, 1975.
- Jean-Marie Floch, Forme dell’impronta, 1992.

### Riviste di settore
- Domus, n. 452, The new Olivetti Show-room. Un ambiente di magica presenza, 1967.
- Ufficiostile, n. 4, Il "design" degli anni '70, 1970.